# Гуменюк Олександр Анатолійович
Олекса́ндр Анато́лійович Гуменю́к (6 жовтня 1976, Хмельницький — 3 січня 2025) — український футболіст, воротар. По завершенні ігрової кар'єри — футбольний тренер.

## Біографія
Народився 6 жовтня 1976 року у Хмельницькому. Почав грати в ДЮСШОР «Поділля» (Хмельницький). Перший тренер — Микола Васильович Гриневич. У 1990 році перейшов до юнацької команди «Динамо» (Київ) на запрошення юнацького тренера Олександра Шпакова. Згодом тренувався під керівництвом іншого відомого динамівського тренера юнаків Віктора Кащея. В цій команді він грав пліч о пліч-о-пліч з такими гравцями як Андрій Шевченко, Ігор Костюк, Олександр Голоколосов, а його конкурентом на воротарській позиції був В'ячеслав Кернозенко. Він був першим номером, а Гуменюк був другим голкіпером, тому на дорослому рівні за київську команду так і не зіграв.
У сезоні 1992/93 був у заявці першолігового «Поділля» (Хмельницький). Тут він працював під керівництвом знаменитих тренерів Віктора Антоновича Матвієнка та Євгена Пилиповича Лемешка. На той час у команді було два голкіпери високої кваліфікації ‒ Ігор Шуховцев і Аркадій Баталов, досвідчений на той час голкіпер, який ще в 1982 році був чемпіонському складі мінського «Динамо». В результаті Гуменюк був лише третім воротарем і на поле не виходив.
У 1993 році він перейшов у «Борисфен», куди молодого воротаря запросив тодішній головний тренер бориспільців Віктор Михайлович Колотов, інший колишеій «динамівець», капітан зоряної команди 1975 року. Тут Гуменюк і дебютував 30 серпня 1993 року у віці 16 років 10 місяців в матчі з «Дружбою» (Бердянськ) у другій лізі. Бориспільці здобули впевнену перемогу з рахунком 3:0, таким чином дебют Гуменюка вийшов «сухим», тобто без пропущених голів. Згодом клуб був перетворений у «ЦСКА-Борисфен», який потім став ЦСКА (Київ), де і продовжив грати молодий воротар.
З 1997 року був гравцем «Дніпра» (Дніпропетровськ) і 30 травня 1997 року дебютував у Вищій лізі у матчі проти «Прикарпаття» «Івано-Франківськ» (2:2). Це був його єдиний матч у складі першої команди. Весь інший час Олександр грав у другій команді, а також в оренді в клубах «Металург» (Новомосковськ) та «Кремінь» (Кременчук).
Влітку 1998 року Гуменюк відправився в Росію, де виступав у вищій лізі за «Чорноморець» (Новоросійськ). За пів року Олександр вийшов на поле в чемпіонаті тільки один раз, через що повернувся в Україну, де став захищати кольори «Дніпра» (Черкаси).
На початку 2000 року він був запрошений в вищоліговий «Чорноморець» (Одеса), де зміг закріпитись, а також з'явився в другій команді. Загалом у складі «моряків» провів 45 матчів (11 — Вища ліга, 31 — Перша ліга , 3 — кубок), також провів 11 матчів і за другу команду одеситів.
Під час зимової перерви 2002/03 перейшов в «Волинь» (Луцьк), де також був основним воротарем. У Гуменюка з командою було кілько знакових матчів — 17 травня 2003 року в Донецьку, в якому лучани під керівництвом тренера Віталія Кварцяного здобули яскраву виїзну перемогу над донецьким «Шахтарем». Поразка з рахунком 1:3 на своєму полі фактично позбавила донеччан шансів на здобуття чемпіонства. Того ж року «волиняни» здобули перемогу і над «Динамо», після чого Кварцяний видав команді ящк горілки. Всього у складі «хрестоносців» протягом двох з половиною років провів 51 матч (48 — Вища ліга України , 3 — кубок)
Влітку 2005 року Гуменюк переїхав до «Металіста» (Харків), проте в основі не закріпився. У серпні 2007 року він грав за «Сталь» (Дніпродзержинськ), а у вересні повернувся у своє рідне місто, захищаючи кольори «Поділля-Хмельницького». Після закінчення осінньої частини сезону 2007/08 він вирішив завершити футбольну кар'єру, але як помічник тренера «Кримтеплиці» у 2008 році двічі виходив на поле в офіційних матчах.

## Тренерська кар'єра
У 2008 році він почав свою тренерську кар'єру, ставши тренером воротарів у клубі «Кримтеплиця», після чого працював у тренерському штабі Вадима Євтушенка у клубах «Зірка» (Кіровоград) та «Ворскла».
1 березня 2014 року став тренером воротарів у «Буковині». У червні 2014 року став тренером у клубі «Полтава», але незабаром повернувся до «Буковини». 4 червня 2015 року головний тренер чернівчан Юрій Гій покинув команду і Гуменюк став виконувачем обов'язків головного тренера команди. Проте вже в кінці місяця повноцінним головним тренером «Буковини» став Віктор Мглинець і Гуменюк покинув посаду та був назначений головним тренером юнацької команди, з якою пропрацював до закінчення 2016 року.
Паралельно у цей же час у 2011—2016 роках 5 років працював у юнацькій збірній України, яку в той час очолював Олександр Васильович Петраков. В тренерському штабі збірної він відповідав за роботу з воротарями і працював зокрема із Богданом Сарнавським, Романом Підківкою та Вадимом Солдатенком.
Восени 2017 року працював старшим тренером в клубі «Інгулець-2» (Петрово), а грудні 2017 року, по завершенні роботи з клубом, я перемикнувся на роботу з дітьми. В нього була приватна дитяча футбольна школа, в якій займалися діти віком від 3 до 8-ми років, та школа воротарів. 
У серпні 2023 року, перебуваючи на курсах ліцензування тренерів, Гуменюк зустрів свого давнього знайомого, а на той момент футболіста вишгородського «Діназу» Дмитра Єременка, з яким я свого часу працював в луцькій «Волині» та полтавській «Ворсклі». Він організував Гуменюку зустріч з директором «Діназу» (Вишгород) із Сергієм Миколайовичем Стареньким. Зустріч відбулась в кінці серпня, а вже на початку вересня Гуменюк розпочав дитячі футбольні тренування у школі «Діназ-kids». Згодом Гуменюк запропонував попрацювати тренером воротарів у дорослій команді вишгородського «Діназа», яка виступала в Першій лізі. 

## Особисте життя і смерть
У 1999 році закінчив Київський інститут фізичної культури. У червні 2013 року отримав тренерський диплом УЄФА категорії: «А».
Одружений, дружина Ксенія, має сина Владислава (нар. 4 липня 2005), який теж став футболістом і воротарем та молодшого сина Іллю.
Раптово помер 4 січня 2025 року.

## Досягнення
- Бронзовий призер Чемпіонату України (1): 2006/07
- Півфіналіст Кубка України (2): 2002/03, 2006/07
- Срібний призер Першої ліги України (1): 2001/02
- Переможець Другої ліги України (1): 1993/94